# Mieczysław Lesz
Mieczysław Stanisław Lesz (* 20. Mai 1911 in Lemberg; † 21. Dezember 1998) war ein polnischer Politiker der Polnischen Vereinigten Arbeiterpartei PZPR (Polska Zjednoczona Partia Robotnicza) in der Volksrepublik Polen, der unter anderem zwischen 1957 und 1965 Minister für Binnenhandel sowie anschließend von 1965 bis 1968 Minister ohne Geschäftsbereich war.

## Leben
Lesz begann 1930 ein Maschinenbaustudium an der Polytechnischen Schule Lemberg und trat als Mitglied dem Kommunistischen Jugendverband KZMP (Komunistyczny Związek Młodzieży Polskiej) bei. Er schloss sein Studium als Maschinenbauingenieur ab, wurde aber 1934 wegen seiner politischen Aktivitäten festgenommen und inhaftiert. Zu Beginn des Zweiten Weltkrieges meldete er sich freiwillig zum Militärdienst im Heer, wurde aber kurz darauf von der deutschen Geheimen Staatspolizei in Warschau festgenommen und befand sich bis 1945 in Haft im KZ Groß-Rosen.
Nach Kriegsende trat Lesz der im Dezember 1948 gegründeten Polnischen Vereinigten Arbeiterpartei PZPR (Polska Zjednoczona Partia Robotnicza) bei und fungierte zwischen 1953 und 1956 als Vize-Vorsitzender der Staatlichen Plankommission. Am 17. August 1957 übernahm er von Marian Minor das Amt als Minister für Binnenhandel und bekleidete dieses Amt bis zum 14. Dezember 1965, woraufhin er durch Edward Sznajder abgelöst wurde. Auf dem IV. Parteitag vom 15. bis 20. Juni 1964 wurde er zum Mitglied des Zentralkomitees der PZPR gewählt und gehörte diesem Gremium bis zum V. Parteitag vom 11. bis 16. November 1968 an. Er war vom 14. Dezember 1965 bis zum 12. April 1968 Minister ohne Geschäftsbereich sowie zugleich Vize-Vorsitzender des Wissenschaftlich-Technischen Ausschusses des Ministerrates. Ferner fungierte er zeitweilig als Vize-Präsident der Polnisch-Chinesischen Freundschaftsgesellschaft.
Nach den März-Unruhen 1968 in Polen schied Lesz aus der Regierung aus und schloss seine Promotion und Habilitation in Wirtschaftswissenschaften ab und war von 1970 bis 1985 als Professor am Ökonomischen Institut der Chemieindustrie (Instytucie Ekonomiki Przemysłu Chemicznego) tätig.
Für seine Verdienste in der Volksrepublik Polen wurde ihm 1947 der Titel eines Kommandeurs sowie 1964 eines Kommandeurs mit Stern des Orden Polonia Restituta (Order Odrodzenia Polski) verliehen.

## Veröffentlichungen
- Trudne drogi, Warschau 1959
- Ekonometria a praktyka planowania, Warschau 1965
- Modele optymalizacji planu centralnego, Warschau 1966
- Nauka i gospodarka, Warschau 1968
- Matemyczne modelowanie planu zakładu produkcyjnego, Warschau 1970
- Matematyczna optymalizacja w programowaniu rozwoju przemysłu, Warschau 1972
- Ekonomiczne gry decyzyjne, Warschau 1979
- Rok 2000: Szkic prognozy gospodarczej Polski. Problemy, trudnosci, nadzieje, Warschau 1989, ISBN 8-3208-0754-9